# Colin O'Donoghue
Colin Arthur Geoffrey O'Donoghue (Drogheda, 26 januari 1981) is een Iers acteur.
Hij speelt de rol van Kapitein Killian "Haak" Jones in de Amerikaanse ABC-televisieserie Once Upon a Time vanaf het tweede seizoen. Hij speelt daar de vriend (en later in de serie de echtgenoot) van het hoofdpersonage Emma Swan, een rol vertolkt door Jennifer Morrison. Colin kwam in de serie gedurende de zeven seizoenen zowel als een slechterik als een held in beeld.
In de horrorfilm The Rite vertolkte hij de rol van een jonge priester. 
- Bibsys: 11056736
- Biblioteca Nacional de España: XX5656656
- Gemeinsame Normdatei: 1075059739
- International Standard Name Identifier: 0000 0001 1971 8985
- Library of Congress Control Number: no2011081302
- MusicBrainz: 4ba556d3-6d6c-4bb1-b407-e6d1b09af1cc
- Nederlandse Thesaurus van Auteursnamen: 333999916
- Système universitaire de documentation: 158758900
- Virtual International Authority File: 170665157
- WorldCat: E39PBJgMBFGXWDm3mMRb36Wv73